# Armida (opera Jean-Baptiste’a Lully’ego)
Armida (fr. Armide) – opera Jean-Baptiste’a Lully’ego – tragedia muzyczna w pięciu aktach z prologiem, do której libretto napisał Philippe Quinault na podstawie renesansowego eposu Torquata Tassa Jerozolima wyzwolona. Jej premiera odbyła się w Paryżu 15 lutego 1686 roku.

## Historia utworu
Armida jest ostatnim wspólnym dziełem Quinaulta i Lully’ego. Wystawiona 15 lutego 1686 w Académie Royal de Musique poniosła początkowo porażkę. Nie doczekała się też wystawienia w Wersalu, chociaż temat utworu wybrany został przez monarchę. Przyczynił się do tego wybuch skandalu związanego z seksualnym wykorzystywaniem przez Lully’ego chłopców i niełaską, w jaką po tym popadł na dworze kompozytor. Opera została wznowiona w 1703 roku i utrzymywała się na scenie do 1766 roku. Na prowincji była grana w Marsylii w 1686 roku i w Lyonie w latach 1689–1750. Stała się też pierwszą operą Lully’ego wystawioną we Włoszech, w Rzymie w 1690 roku. Wielka aria Armidy (Enfin, il est en ma puissance) była przytaczana jako niedościgły wzór stylu kompozytora przez Rameau i Rousseau, posłużyła też jako pretekst ostrej polemice w ramach tzw. Querelle des Bouffons (Kłótni o komików, wywołanej paryską wizytą opery buffa Pergolesiego Służąca panią). W 1777 roku Gluck do swej Armidy wykorzystał libretto Quinaulta bez żadnych zmian, poza odrzuceniem zdezaktualizowanego prologu.
8 kwietnia 1832 roku monolog Armidy został wykonany na Koncercie Historycznym zorganizowanym przez wybitnego muzyka i muzykologa belgijskiego François-Josepha Fétisa. W 1887 roku, z okazji 200. rocznicy śmierci kompozytora, studenci Konserwatorium w Brukseli, spadkobiercy Fétisa, wystawili wyjątki z opery. W całości wykonano Armidę ponownie w 1905 roku w Schola Cantorum w Paryżu, a następnie we Florencji (1911), Monte Carlo (1918), Genewie (1939), a po II wojnie światowej w 1981 roku w Birmingham. W 1992 roku Philippe Herreweghe poprowadził ją  w operze w Antwerpii i w Theâtre des Champs-Elysées.

## Treść

### Prolog
Chwała i Mądrość wyśpiewują pochwałę Ludwika XIV: sławnego bohatera, miłościwie panującego stu różnym ludom. Wszyscy opiewają łagodność jego praw i pokój będący owocem jego zwycięstwa nad potworem uchodzącym za niepokonanego. To dla niego zostanie odegrana opowieść o Rinaldzie i Armidzie.

### Akt I

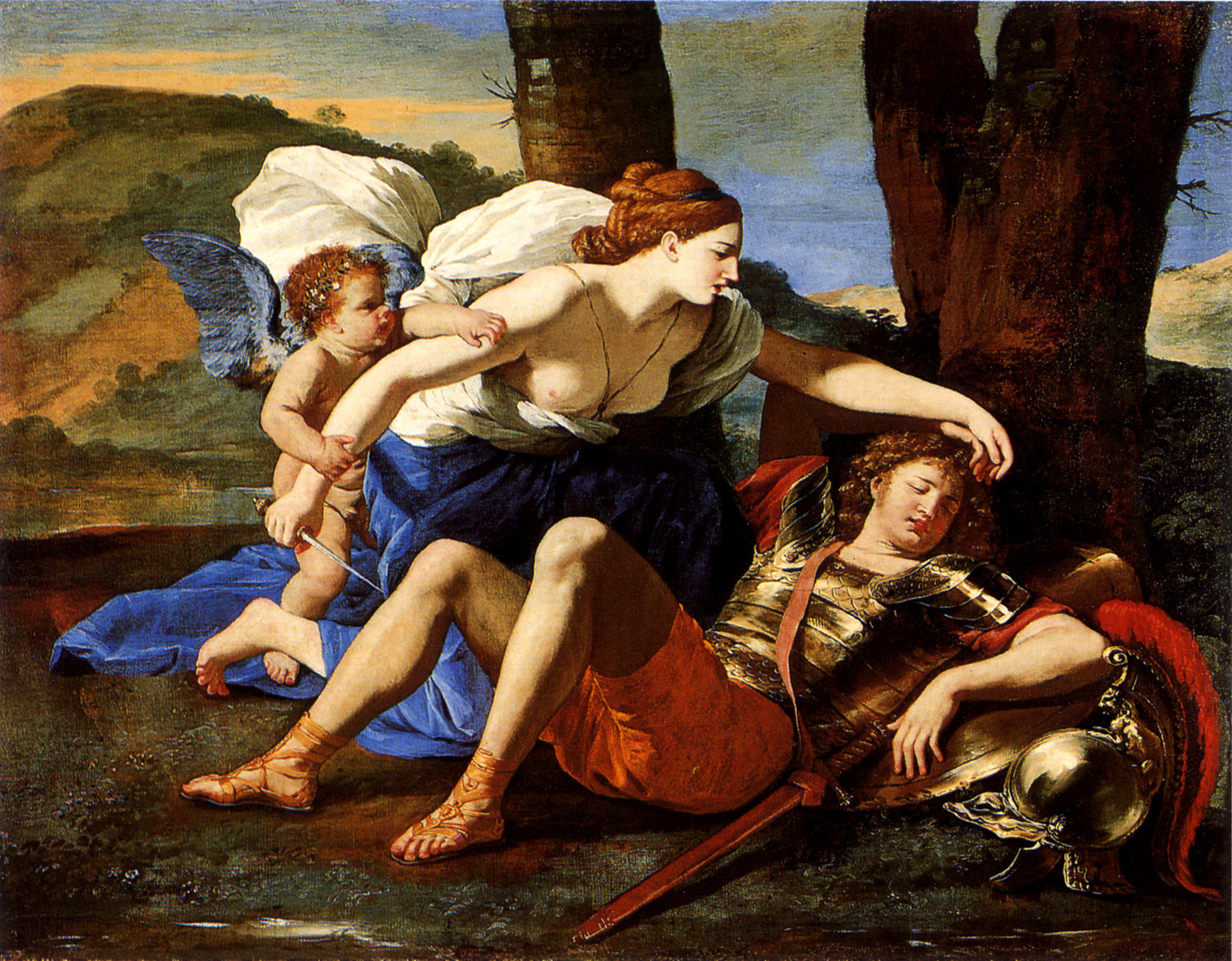
Rinaldo i Armida (mal. Nicolas Poussin)

Phénice i Sidonie, towarzyszki czarodziejki Armidy, próbują ukoić jej trwogę: armia Godfryda de Bouillon nie zdoła przejść Jordanu, powstrzyma ją bowiem czarodziejska potęga Armidy. Niestety, jej potędze wciąż opiera się jeden bohater – Renaud (Rinaldo), któremu piekła po stokroć przepowiedziały, że pokona naszych największych królów Zjawia się wuj Armidy Hidraot, król Damaszku, podobnie jak ona wyposażony w czarodziejską moc, i zapewnia ją, że zwycięży. Jej czarodziejską moc sławią ludy królestwa Damaszku, składając jej hołd (Suivons Armide). Nagle zjawia się posłaniec ze straszną wiadomością: Renaud uwolnił wszystkich jeńców Armidy. Zapowiada ona bezlitosna zemstę (Pursuivons jusqu'au trépas).

### Akt II
Renaud popadł w niełaskę u wodza wyprawy Godfryda i musi opuścić obóz chrześcijański. Sam będzie odtąd bronił niewinności i sprawiedliwości, gdziekolwiek się znajdzie. Artémidore, jeden z uwolnionych przez niego rycerzy, ostrzega go przed Armidą. Renaud lekceważy jednak tą przestrogę, pewien, że nie ulegnie urokowi spojrzenia czarodziejki. Hidraot i Armida przywołują moce piekielne (Esprits de haine i rage). Armida dostrzega na brzegu rzeki Renauda i chcąc osobiście pokonać bohatera, odrzuca pomoc Hidraota. Renaud podziwia czarowny krajobraz (Plus j'observe ces lieux) po czym zasypia. Natychmiast otaczają go czarodziejskie istoty: swe tańce odprawiają nad nim Nimfy, Najady, Pasterze i Pasterki, nakłaniając go do uległości wobec słodkich praw Amora (Ah! quelle erreur!). Wreszcie do śpiącego zbliża się Armida (Enfin il est en ma puissance): unosi dłoń uzbrojoną w sztylet, by go zabić, lecz na widok jego piękna opuszczają ją wszystkie siły. Niezdolna do czynu wzywa Demony, które porywają uśpionego rycerza.

### Akt III
Armida cierpi, bezsilna wobec olśniewającej urody Rinalda, który oparł się jej zalotom (Ah! si la liberté!). Phénice i Sidonie przypominają swej pani, jak wielką posiada moc; naprawdę jest jednak bezradna wobec obojętności Rinalda. Zdesperowana wzywa Nienawiść, która zdolna jest wykorzenić niepożądaną namiętność (Venez, Haine implacable). Nienawiść wynurza się z piekieł wraz ze swą przerażającą świtą (Je réponds à tes vœux – Plus on connaît l'amour). Pomimo bólu jaki czary Nienawiści zadają Armidzie, nie potrafią one wydrzeć miłości, nie wydzierając serca. Nienawiść więc wzgardliwie pozostawia czarodziejkę na pastwę miłosnych katuszy.

### Akt IV

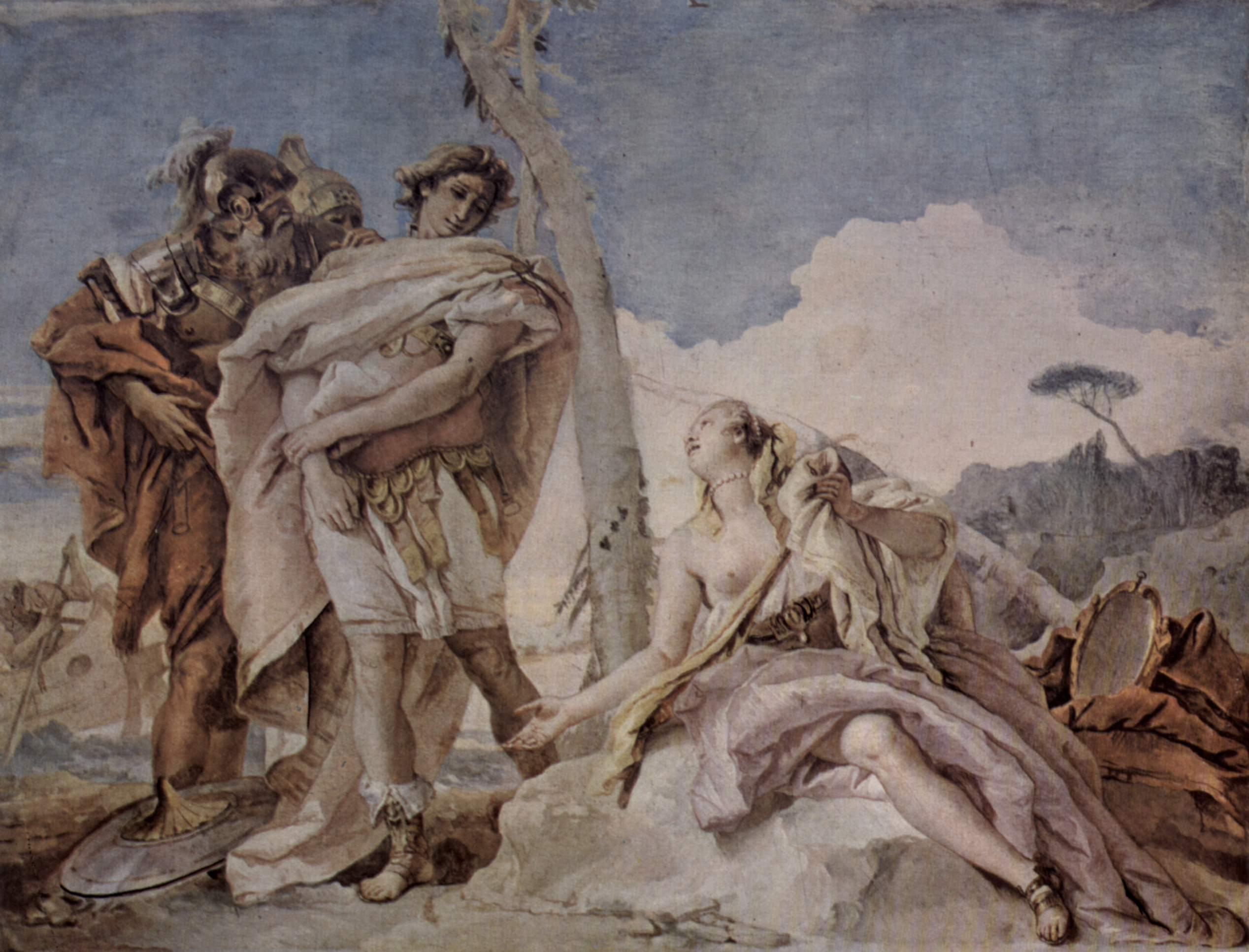
Rinaldo opuszcza Armidę (mal. Giovanni Battista Tiepolo)

Ubaldo i Duński Rycerz uzbrojeni w różdżkę i czarodziejską tarczę błądzą w poszukiwaniu Rinalda. Pokonują wysłane przeciw nim potwory i w końcu trafiają do czarodziejskiego gaju Armidy. Kiedy jednak Duński Rycerz widzi ukochaną Lucyndę, pobiegnie za nią głuchy na ostrzeżenia Ubalda. Dopiero używając czarodziejskiej różdżki uda mu się odegnać czar. Zaraz jednak sam ulegnie czarowi cudnej Melissy. Teraz z kolei Duński Rycerz pospieszy mu na ratunek, używając tej samej broni.

### Akt V
Wprawdzie Renaud ostatecznie uległ czarom Armidy, czarownicą nadal jednak miotają obawy: wie, że Renaud równie namiętnie jak ją kocha Chwałę. Kochankowie wymieniają przysięgi (Aimons-nous, tout nous y convie). Powierzywszy Renauda swym służkom – Rozkoszom, Armida odchodzi (Ces Plaisirs ont choisi pour asile). Przed Renaudem stają Ubaldo i Duński Rycerz z czarodziejską, diamentową tarczą w ręku, ukazując mu całą okropność jego położenia. Renaud chwyta za miecz uwalniając się od czaru. Lecz wraca Armida rzucając za nim w pościg wszystkie piekielne moce (Renaud! Ciel! O mor telle peine! ). Ani prośby, ani skargi ukochanej nie są już w stanie zatrzymać rycerza. Armida pada zemdlona. Renaud żegna ją z tkliwością i odchodzi. Przyszedłszy do siebie Armida przeklina swój los, niszczy zaczarowany pałac i odlatuje na zaczarowanym rydwanie.

## O operze
Opera uchodzi za arcydzieło Lully’ego. W akcie II zachwyca Renaud z partią fletów, a szczególnie Armida pochylająca się nad śpiącym bohaterem. Współczesny kompozytorowi Le Cref de la Viéville wspomina: Widziałem ze dwadzieścia razy, jak wszystkich ogarniała trwoga, jak nie mogli złapać oddechu, poruszyć się nawet, całą ich duszę pochłaniał bowiem zmysł słuchu, i jak oddychali potem, wydając z siebie pomruki radości i zachwytu. Kolejną wielką i brawurowo skomponowaną arię ma Armida na początku III aktu. Akt IV stanowi rodzaj dygresji zwalniającej tempo akcji – alegorię z tańcami rodem z włoskiej komedii. Na scenie rozgrywana jest "koronkowa wojna", ironiczna, pikantna, zdobna w tamburyny, dowód poczucia humoru kompozytora. Passacaglia aktu V wznoszą się na szczyt orkiestrowego przepychu.
Zarazem ton utworu jest gorzki. Rycerze z IV aktu zbrojni w czarodziejskie różdżki przeciw ułudzie miłości śpiewają: Wszystko w miłości słodkie to jeno urok złowrogi. Czary Armidy okazują się bezsilne wobec zwątpienia i trwogi. Kompozytor porzuca ideały sławione w dotychczasowych tragediach zakochanych, dystansując się tu od frywolnego świata wcześniejszej twórczości.

## Nagrania
- Laurens, Crook, Gens, Rime, Deletré, Ragon, pod dyr. Herreweghe’a (Harmonia Mundi 1992
- Yakar, Vandersteene, Borst, Cold, de Mey, pod dyr. Herreweghe’a (Erato 1983)[4]